# Bruce Surtees
Bruce Surtees, född 1937, död 2012, var en amerikansk filmfotograf. Hans far, Robert Surtees, var också en framstående filmfotograf.
Han gjorde 14 filmer tillsammans med Clint Eastwood.

## Filmografi (i urval)
- 1971 – Korpral McB - anmäld saknad
- 1971 – Mardrömmen
- 1971 – Dirty Harry
- 1984 – Snuten i Hollywood